# بی شیائولین
بی شیائولین (انگلیسی: Bi Xiaolin؛ زادهٔ ۱۸ سپتامبر ۱۹۸۹) بازیکن فوتبال اهل چین است.

وی همچنین در تیم ملی فوتبال زنان چین بازی کرده‌است.